# Karim
Karim (كريم) – imię pochodzenia arabskiego, jest czterdziestym trzecim z „Najpiękniejszych imion Allaha”. Oznacza dosłownie „hojny”.

## Osoby o tym imieniu
- Emanuel Karim III Delly – patriarcha Babilonu (kościół chaldejski),
- Kareem Abdul Jabbar (wł. Ferdinand Lewis Alcindor Jr.) – koszykarz amerykański, sześciokrotny mistrz NBA,
- Karim Benzema – piłkarz francuski pochodzenia algierskiego,
- Karim Chalili – przywódca hazarów,
- Karim Martusewicz – kompozytor i basista.